# ChiantiBanca - Credito Cooperativo
ChiantiBanca - Credito Cooperativo S.C. è un istituto di credito italiano operante in Toscana.
Fa parte della Federazione Toscana Banche di Credito Cooperativo.

## Storia

### Le origini

#### Banca di Credito Cooperativo del Chianti Fiorentino
La banca nasce a San Casciano in Val di Pesa nel 1909 su iniziativa di don Narciso Fusi e di don Adriano Bartoloni, come  Cassa Depositi e Prestiti in San Casciano. Nel 1937 l'istituto diviene  Cassa Rurale ed Artigiana fino al 1990 quando la banca - aumentato il proprio bacino di utenza - assume il nome di  Cassa Rurale ed Artigiana del Chianti Fiorentino. Quattro anni dopo diventa la Banca di Credito Cooperativo del Chianti Fiorentino. Nel 1995 inaugura la nuova sede della direzione generale che è quella attuale della ChiantiBanca.

#### Banca Monteriggioni - Credito Cooperativo
La Banca Monteriggioni è stata fondata, con il nome di  Cassa Rurale Cattolica di Monteriggioni, il 18 ottobre 1924 per opera di un gruppo di abitanti appartenenti alla comunità di Badesse, nelle immediate vicinanze di Siena, su iniziativa di Don Muzzi.
Nel 1937 una legge del regime fascista toglie l'aggettivo “Cattolica” dalla denominazione dell'istituto che diventa così la  Cassa Rurale ed Artigiana di Monteriggioni.
Nel 1962 la sede viene trasferita in località Fontebecci, tra i comuni di Monteriggioni e Siena, dove oggi insiste la sede legale della Banca.
Nel 1994, a seguito dell'entrata in vigore della legge 385/1993, la denominazione di Cassa Rurale è abbandonata per fare posto a quello di Banca: la nuova denominazione diventa quindi quella di "Banca Monteriggioni - Credito Cooperativo", mantenuta fino alla fusione.

### Lo sviluppo
ChiantiBanca nasce come "Banca del Chianti Fiorentino e di Monteriggioni Credito Cooperativo" il 16 giugno 2010 dalla fusione per unione tra la "Banca di Credito Cooperativo del Chianti Fiorentino" e la "Banca Monteriggioni - Credito Cooperativo". Il 5 luglio 2011 cambia denominazione in  ChiantiBanca - Credito Cooperativo S.C.
A marzo 2012 acquisisce il Credito Cooperativo Fiorentino posto in liquidazione coatta amministrativa.
Nell'aprile 2016 è approvata la fusione per incorporazione di Banca di Pistoia e Banca Area Pratese Credito Cooperativo in ChiantiBanca mantenendo il nome di quest'ultima. Entrambe sono banche con crediti in sofferenza ma gli sportelli passano dai 19 iniziali a 52.
Nel dicembre 2016 i 2.500 soci della banca, presieduta da Lorenzo Bini Smaghi, l'ex componente del board della Banca centrale europea
chiamato per dirigere il percorso dell'istituto cooperativo verso una Spa, decide di avviare trattative per entrare nella trentina Cassa Centrale Banca. Decisione confermata nel maggio 2017, allorché è anche approvato il bilancio con una perdita di 90 milioni per l'emergere di crediti deteriorati che hanno sollevato critiche nella gestione da parte di Banca d'Italia. Ma nell'assemblea c'è un colpo di scena: nel momento di eleggere il nuovo cda, la lista di Bini Smaghi non ottiene la maggioranza dei voti. Bini Smaghi è costretto a dimettersi, al suo posto subentra Cristiano Iacopozzi. La decisione di aderire alla Cassa Centrale Banca è impugnata da un gruppo di soci che propone un cambiamento di strategia: l'idea, appoggiata anche dalla Federazione regionale delle Bcc, di entrare nelle braccia della holding romana di Iccrea. Nel dicembre 2017 una nuova assemblea dei soci approva il cambiamento di rotta con l'80% dei voti (esattamente 1.712).

## Dati societari
- La sede legale della banca è a Monteriggioni in provincia di Siena in via Cassa Nord, 2, 4, 6.
- La direzione generale è a San Casciano in Val di Pesa in provincia di Firenze in piazza Arti e Mestieri 1.